# Raniganj
Raniganj là một thành phố và khu đô thị của quận Barddhaman thuộc bang Tây Bengal, Ấn Độ.

## Địa lý
Raniganj có vị trí 23°37′B 87°08′Đ / 23,62°B 87,13°Đ Nó có độ cao trung bình là 91 mét (298 feet).

## Nhân khẩu
Theo điều tra dân số năm 2001 của Ấn Độ, Raniganj có dân số 122.891 người. Phái nam chiếm 53% tổng số dân và phái nữ chiếm 47%. Raniganj có tỷ lệ 64% biết đọc biết viết, cao hơn tỷ lệ trung bình toàn quốc là 59,5%: tỷ lệ cho phái nam là 72%, và tỷ lệ cho phái nữ là 56%. Tại Raniganj, 11% dân số nhỏ hơn 6 tuổi.